# Jesús Sánchez Adalid

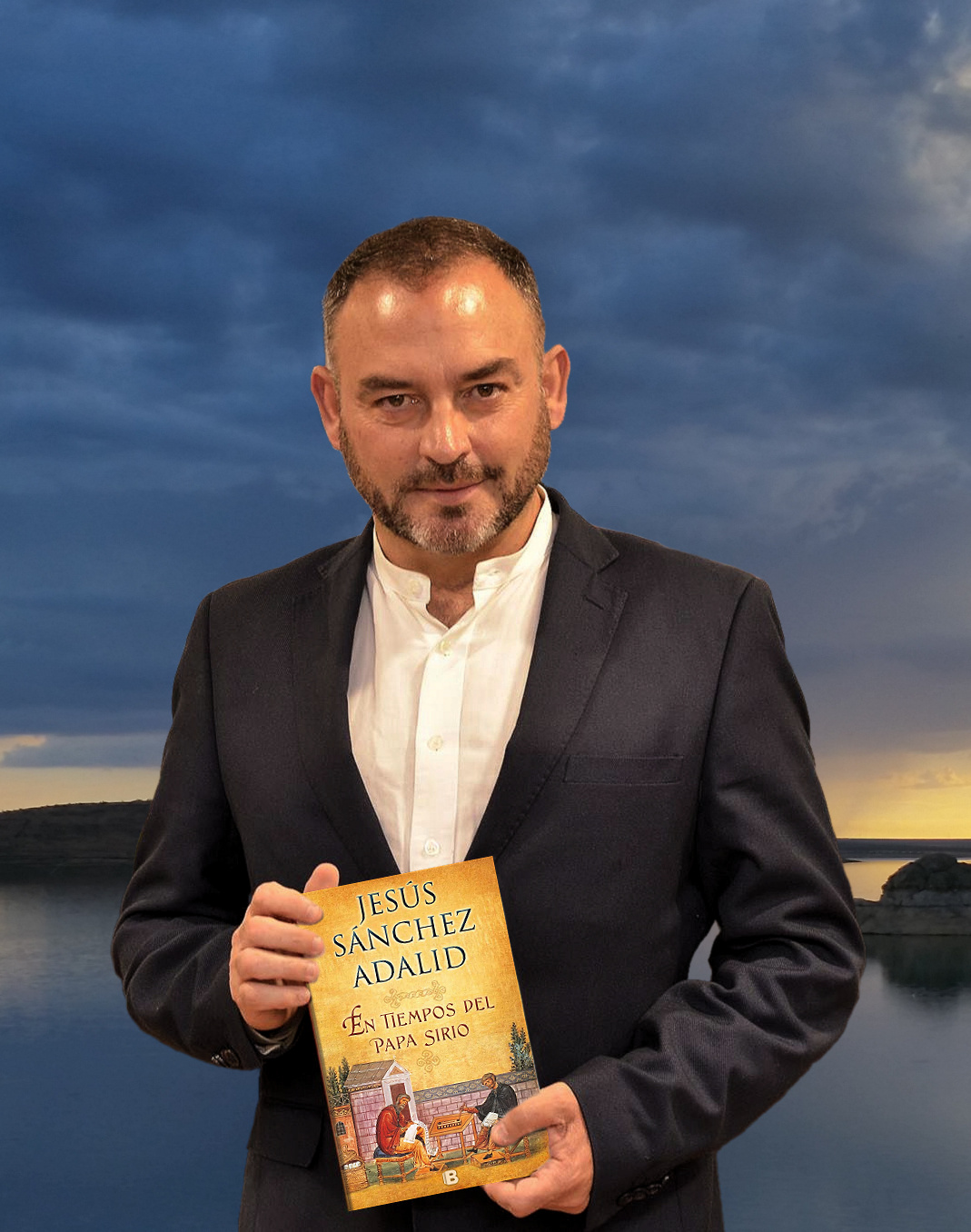
Jesús Sánchez Adalid

Jesús Sánchez Adalid (* Juli 1962 in Don Benito in der spanischen Provinz Badajoz) ist ein spanischer Autor historischer Romane. Charakteristisch für sein Werk ist die historische Korrektheit, die aus seinen umfangreichen Recherchen im Vorfeld seiner Arbeit resultiert.

## Leben
Sánchez Adalid verbrachte seine Kindheit in Villanueva de la Serena. An der Universität Extremadura erwarb er einen Abschluss in Rechtswissenschaften und promovierte an der Universität Complutense Madrid. Danach arbeitete er zwei Jahre als Richter, bis er noch ein Philosophie- und Theologie-Studium anschloss. Er hat darüber hinaus einen Abschluss in Kanonischem Recht der Päpstlichen Universität in Salamanca und übt im Dorf Alange auch das Priesteramt aus.
1998 war Sánchez Adalid mit La fuente del Atenor für den Felipe-Trigo-Preis nominiert. Bereits seine beiden vorangegangenen Romane, La luz del oriente und El mozárabe waren von Kritikern und Lesern begeistert aufgenommen worden. In Félix de Lusitania greift er die Geschichte um den Protagonisten aus La luz del oriente wieder auf. Weitere herausstechende Werke sind La tierra sin mal, El cautivo und La sublime puerta.
Sánchez Adalids jüngstes Werk En compañía del Sol (2006) ist im Spanien Karls V. angesiedelt und erzählt die Geschichte Franciscos de Xavier.

## Preise
- 2007: Fernando-Lara-Preis für El alma de la ciudad